# Subaleco (Ort)
Subaleco (Suba Lesu, Subalesu) ist ein osttimoresischer Ort im Suco Sanirin (Verwaltungsamt Balibo, Gemeinde Bobonaro). Er liegt in einer Meereshöhe von 17 m im Zentrum der Aldeia Subaleco. Das Dorf dehnt sich entlang der Überlandstraße von Batugade zur Landeshauptstadt Dili aus. Südwestlich befinden sich die Nachbarorte Palaca und Biatoro, nordöstlich im Suco Leolima das Dorf Aimalae. Eine Straße zweigt nach Süden zum Ort Oemarasi ab.